# Gmina Jabłonka
Gmina Jabłonka je gmina na polské Oravě, v okrese Nowy Targ, který je součástí Malopolského vojvodství. Sídlem gminy je Jabłonka. Podle údajů z 31. prosince 2017 žilo v obci 18 570 obyvatel. Gmina sousedí se Slovenskem, hovoří se zde oravským nářečím. 

## Struktura povrchu
Podle údajů z roku 2002 má gmina Jabłonka rozlohu 213,28 km², z toho je:
- zemědělská půda: 60 %
- lesní půda: 34 %

Obec představuje 14,46 % rozlohy okresu.

## Starostenství
V administrativních hranicích gminy Jabłonka se nachází tato starostenství: Chyżne, Jabłonka, Lipnica Mała, Orawka, Podwilk, Zubrzyca Dolna, Zubrzyca Górna.

## Sousední gminy
Bystra-Sidzina, Czarny Dunajec, Lipnica Wielka, Raba Wyżna, Spytkowice, Zawoja. 